# Grzymałów (Petite-Pologne)
Pour les articles homonymes, voir Grzymałów.
Grzymałów est une localité polonaise de la gmina de Słaboszów, située dans le powiat de Miechów en voïvodie de Petite-Pologne.